# Campeonato Acreano Segunda Divisão 2013
In 2013 werd het zesde Campeonato Acreano Segunda Divisão gespeeld voor clubs uit de Braziliaanse staat Acre. De competitie werd georganiseerd door de FFA en werd gespeeld van 20 juli tot 31 augustus. Vasco da Gama werd kampioen.

## Eerste toernooi
| Plaats | Club          | Wed. | W | G | V | Saldo | Ptn. |
| ------ | ------------- | ---- | - | - | - | ----- | ---- |
| 1.     | Vasco da Gama | 3    | 2 | 1 | 0 | 5:1   | 7    |
| 2.     | Amax          | 3    | 1 | 1 | 1 | 4:4   | 4    |
| 3.     | ADESG         | 3    | 0 | 3 | 0 | 4:4   | 3    |
| 4.     | Acriano       | 3    | 0 | 1 | 2 | 1:5   | 1    |

|  | Geplaatst voor finale |

## Tweede toernooi
| Plaats | Club          | Wed. | W | G | V | Saldo | Ptn. |
| ------ | ------------- | ---- | - | - | - | ----- | ---- |
| 1.     | Amax          | 3    | 3 | 0 | 0 | 8:2   | 9    |
| 2.     | Vasco da Gama | 3    | 2 | 0 | 1 | 9:4   | 6    |
| 3.     | Acriano       | 3    | 1 | 0 | 2 | 4:11  | 3    |
| 4.     | ADESG         | 3    | 0 | 0 | 3 | 3:7   | 0    |

|  | Geplaatst voor finale |

## Finale
|                   |                |       |         |                                                 |
| 31 augustus 16:00 | Vasco da Gama  | 1 – 1 | Amax    | Estádio Florestão, Rio Branco Toeschouwers: 190 |
| 31 augustus 16:00 | Arquimedes 62' |       | 2' Vaca | Estádio Florestão, Rio Branco Toeschouwers: 190 |
| 31 augustus 16:00 | Strafschoppen  |       |         | Estádio Florestão, Rio Branco Toeschouwers: 190 |
| 31 augustus 16:00 | 4 - 3          |       |         | Estádio Florestão, Rio Branco Toeschouwers: 190 |

### Kampioen
| Campeonato Acreano de 2013 - Segunda Divisão |
| Acre                                         |
| -------------------------------------------- |
| VASCO DA GAMA Kampioen (1° titel)            |